# سوتو سواريس
سوتو سواريس بلدية في ولاية باهيا في المنطقة الشمالية الشرقية من البرازيل.